# غرايدون باريش
غرايدون باريش (بالإنجليزية: Graydon Parrish)‏ هو رسام أمريكي، ولد في 3 أبريل 1970.